# 多马坦莱勒米尔蒙
多马坦莱勒米尔蒙（法語：Dommartin-lès-Remiremont，法語發音：[dɔmaʁtɛ̃ lɛ ʁəmiʁmɔ̃] ⓘ，意为“勒米尔蒙附近的多马坦”）是法国大東部大區孚日省的一个市镇，属于埃皮纳勒区。

## 地理
多马坦莱勒米尔蒙（47°59'55"N, 6°38'35"E）面积21.08 平方千米，位于法国大東部大區孚日省，该省份为法国东北部内陆省份，北起默兹省和默尔特-摩泽尔省，西接上马恩省，南至上索恩省和贝尔福地区省，东临上莱茵省和下莱茵省。
与多马坦莱勒米尔蒙接壤的市镇（或旧市镇、城区）包括：摩泽尔河畔吕、圣阿梅、圣艾蒂安-莱勒米尔蒙、勒桑迪卡、瓦涅、沃库、日尔蒙瓦勒达若勒。

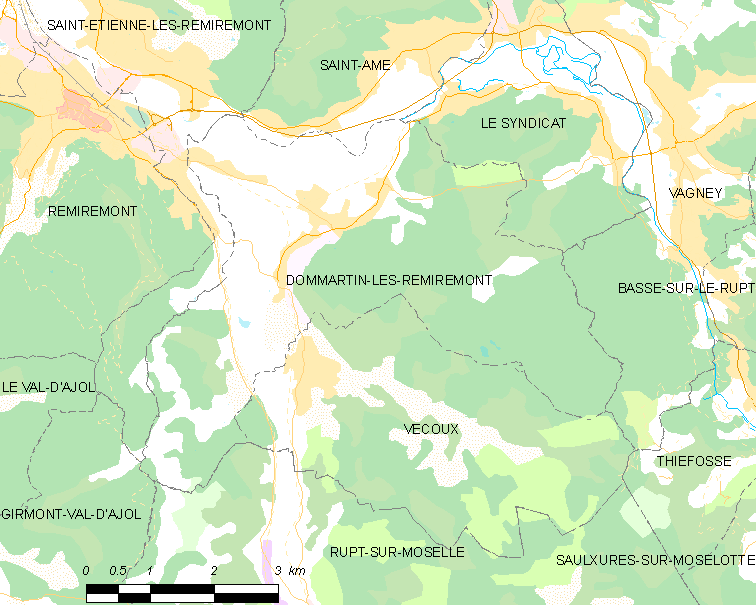
多马坦莱勒米尔蒙的OSM定位图

多马坦莱勒米尔蒙的时区为UTC+01:00、UTC+02:00（夏令时）。

## 行政
多马坦莱勒米尔蒙的邮政编码为88200，INSEE市镇编码为88148。

## 政治
多马坦莱勒米尔蒙所属的省级选区为勒蒂约县。

## 人口

1962-2008年间多马坦莱勒米尔蒙人口变化图示

多马坦莱勒米尔蒙于2022年1月1日时的人口数量为1900人。